# Folkeskole
Folkeskole est le nom de l’école municipale au Danemark ("folk" = peuple et "skole" = école). Regroupant à la fois le niveau primaire et le premier cycle du secondaire, la majorité des élèves la fréquente (89 %).

## Historique
La « Folkeskole » a été fondée en 1814 avec l’intention de réunir le primaire et le secondaire qui étaient divisés avant cette date. 
Les sujets d’études étaient la religion, la lecture, l’écriture ainsi que l’arithmétique.
Depuis cette date et jusqu’à la fin du vingtième siècle, la « folkeskole » a connu cinq changements majeurs :
- 1903 – Cohésion entre les différents types scolaires (élémentaire, secondaire)
- 1937 – L'examen du niveau secondaire devient optionnel
- 1958 – Division des niveaux cinq à sept (classes de 6e à 4e)
- 1975 – Unification des programmes
- 1993 – Neuf années d’école unifiée et indivisible[2].

## Fonctionnement

### Structure
La Folkeskole dispense neuf années d'enseignement obligatoire (de 7 à 16 ans), auxquelles s'ajoute une année de maternelle (ou "pré-primaire") et une dixième année facultative.
Le concept général de la Folkeskole permet aux étudiants de rester avec les mêmes camarades de classe de la première à la dixième année. Cela permet aux élèves de tous les milieux et de tous les niveaux, de partager les mêmes expériences dans toutes les matières.

### Organisation

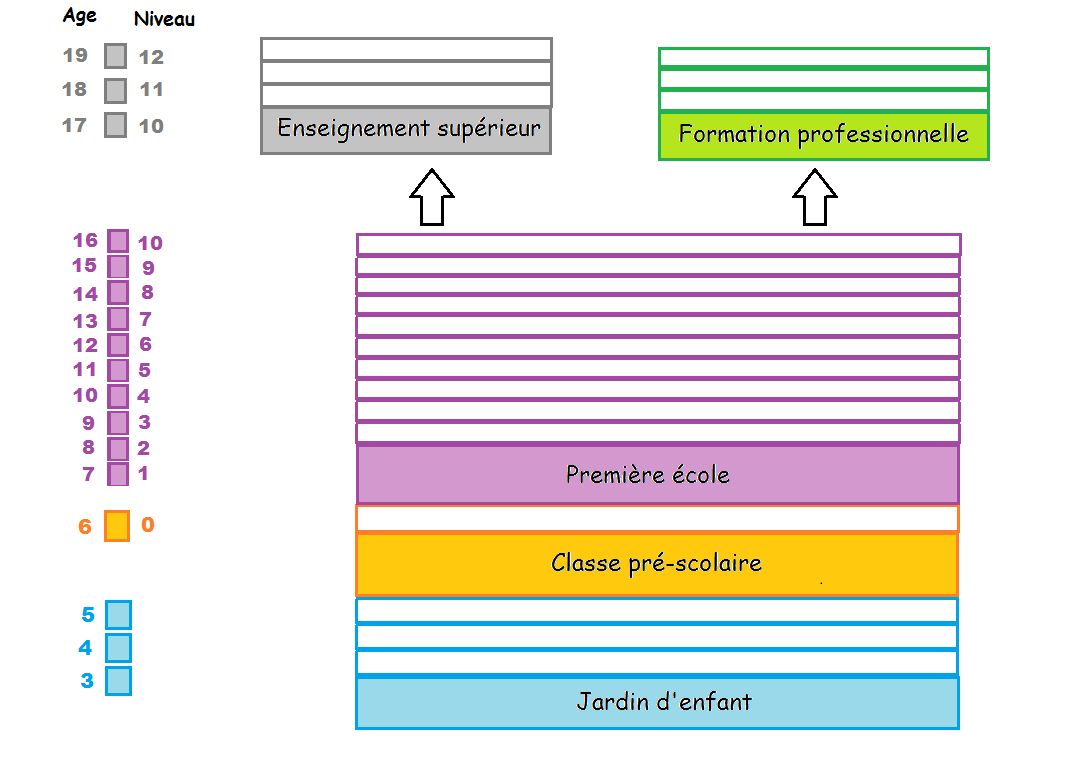
Schéma du système scolaire danois

Au Danemark dès le niveau 3, il y a un professeur par matière et non un professeur par classe. Les élèves sont regroupés par niveau ; de ce fait on retrouve généralement une vingtaine d'élèves par classe.  Voici l’organisation de l’école danoise par rapport au système français afin de comprendre les "niveaux" : 
- De 3 à 5 ans, les enfants sont en crèche, ou jardin d'enfant.
- À l'âge de 6 ans, les enfants sont en classe préscolaire. Il s'agit du niveau 0.
- De 7 à 16 ans, les élèves sont en enseignement primaire, dans une école unique et non divisée. Cela correspond au niveau 1 à 10.
- De 17 à 19 ans, les élèves sont en enseignement secondaire, et ils ont le choix entre l'enseignement supérieur ou la voie professionnelle. Il s'agit des niveaux 10 à 12.

### Les différentes institutions
L'éducation obligatoire au Danemark peut se faire à la maison ou à l'école.
- La scolarité dans les écoles publiques est payée par le gouvernement.
- La scolarité dans les écoles privées est payée en majeure partie par le gouvernement, et les familles payent le reste.
Au Danemark, en 2000, ils étaient 89 % des élèves à aller dans des écoles publiques, 15 % dans les écoles privées et seulement 1 % d'entre eux restent étudier à la maison.
La "Folkeskole" est un système décentralisé organisé autour de 1605 écoles pilotées par 98 municipalités.

## Objectifs
Les principaux objectifs de la Folkeskole sont regroupés dans la "Loi des Folkeskole" de 1993. Ils décrivent l'importance de la collaboration entre les parents et l'école.
Pour les élèves, l'objectif principal est l'acquisition des connaissances et des compétences afin de se préparer à l'enseignement supérieur.
Il est important pour les élèves de devenir de bons citoyens dans une société libre et démocratique. L'enseignement de l'école et de la vie quotidienne doit se fonder sur la liberté intellectuelle, l'égalité et la démocratie. 
Pour cela, la notion de démocratie est très importante dans les écoles danoises. Les élèves reçoivent une heure par semaine de tutorat, organisent des conseils d'élèves, et deux d'entre eux participent aux commissions scolaires avec deux enseignants et sept parents.

## Matières
L'enseignement obligatoire couvre les matières suivantes (obligatoires pour tous les élèves) :
- Matières en sciences humaines : danois, anglais, études chrétiennes, histoire, sciences sociales.
- Matières scientifiques : mathématiques, sciences naturelles, géographie, biologie, physique, chimie.
- Matières pratiques et créatives : économie, éducation physique, musique, arts visuels, couture, travaux manuels.
L'enseignement obligatoire comprend également d'autres sujets tels que la sécurité routière, l'hygiène, l'éducation sexuelle et la vie de famille, l'orientation professionnelle.
De la 8e à la 10e année, une seconde langue étrangère (allemand ou français) doit être proposée.

## Évaluation et notation

### Évaluation
Une des caractéristiques qui différencie le système scolaire danois  du système français est que l’on ne peut pas sauter ou redoubler une classe.
En ce qui concerne l'évaluation, deux points sont à noter. Le premier concerne les évaluations faites par chaque école. Il s'agit d'une évaluation continue tout au long de chaque année scolaire pour voir les progrès des élèves. Mais ceux-ci ne sont notés qu'au niveau 9 ou 10 selon le choix de l'étudiant. Le deuxième point concerne l'examen que les élèves ont à passer. Ils ont cinq matières obligatoires et deux facultatives. Cette évaluation a pour but de fonder une base académique.
Suivant les résultats obtenus, les élèves ont à choisir leur orientation vers l'enseignement supérieur.

### Notation
La notation à l'école danoise ne comprend que sept notes réparties comme ceci:
| Excellent          | 12     |
| ------------------ | ------ |
| Très bon résultat  | 10     |
| Bon résultat       | 7      |
| Correct            | 4      |
| Passable           | 2      |
| Moyen à très moyen | 0 à -2 |
| Inacceptable       | -3     |

Peut-être que ce tableau n'est pas assez clair pour comprendre la notation danoise. Chaque nombre montre la capacité de l'élève à produire un travail mais forcément cette notation ne peut pas parler à tout le monde. 
12 est la notation la plus élevée donc qui correspond à A pour les Français ou 100/100 pour les Belges.
                                                            10 est la seconde notation la plus élevée du tableau, B ou 90/100.

7 est ainsi la suivante ayant pour résultat de C ou 75.

4 est une note correcte de D ou de 65

2 ou 02 correspond à E ou 55.

0 ou -2 , même si le -2 est très peu courant, sont des notes de mauvais augures, juste la moyenne ou plus bas encore.

-3 est la note la plus basse qui signifieDl'échec du travail ou de l'examen.
Tous les travaux scolaires danois sont cotés sous cette forme, il n'y a pas de lettre ni de nombre dans la notation danoise cela vient du fait que les danois notaient leurs travaux par des mots latins et qu'ils ont gardé le début des lettres pour la notation. Mais bien sûr, le système a évolué jusqu'au stade d'aujourd'hui.

### Liens connexes
- Système éducatif au Danemark